# Dalhem
Pour les articles ayant des titres homophones, voir Dahlem.
Dalhem [dalɛm] (en wallon Dålem) est une commune francophone de Belgique située en Région wallonne dans la province de Liège, ainsi qu'une localité où siège son administration. Elles se trouvent plus précisément dans la zone géographique du pays de Herve, en Basse-Meuse.

## Étymologie
Dalhem est un nom d'origine germanique, qui signifie habitation de la vallée. Il existe d'ailleurs des localités dénommée Dalheim dans les proches régions du Luxembourg et de l'Eifel, en Allemagne. Un des quartiers du sud-ouest Berlin, abritant notamment le musée d'ethnologie de la ville, porte également le nom de Dahlem.
L'orthographe du village de « Dalhem » n'a pas été figée dès le début. Une carte géographique de l'époque napoléonienne indique d'ailleurs l'orthographe « Dalemm ».
Le village a aussi été nommé en néerlandais 's-Gravendal. Ce qui signifie littéralement Vallée du Comte. Ce nom est à mettre en parallèle avec Fouron-le-Comte ('s-Gravenvoeren en néerlandais), autre entité faisant partie de l'ancien Comté de Dalhem et qui fut en son temps le lieu où le seigneur rendait la justice. Cette dénomination est désormais inemployée.

## Géographie
Dalhem se distingue principalement en tant qu'entité agricole, fière de ses terres cultivées (blé, maïs, betteraves, pommes de terre), de ses activités d'élevage (vaches, porcs) et de ses vergers de basses-tiges (pommes, poires). En plus de son caractère agricole, la région se caractérise par la beauté et la tranquillité de ses villages, créant ainsi une atmosphère résidentielle où se croisent petits commerçants et artisans.
Le relief boisé et vallonné de Dalhem, s'étendant de 50 à 254 mètres d'altitude, offre un terrain propice aux randonneurs, aux cavaliers et aux amateurs de VTT. Les rivières Berwinne, Ri d'Asse et Bolland serpentent à travers les villages, ajoutant une touche champêtre finale au paysage.
Positionnée à mi-chemin entre Liège et Maastricht, la Commune de Dalhem charme par son paysage vallonné, parsemé de nombreux ruisseaux, et par ses sentiers parsemés de curiosités captivantes.

### Situation
Dalhem, dont le nom signifie "maison de la vallée" (Dal-heim), est une charmante petite commune rurale comptant 7 415 habitants. Elle est située au nord de la Province de Liège, dans le canton de Visé.
Cette commune s'étend sur 3 605 hectares, 82 ares et 96 centiares, englobant ainsi 8 villages : Berneau, Bombaye, Dalhem, Feneur, Mortroux, Neufchâteau, Saint-André et Warsage.

### Sections de commune
La commune de Dalhem est composée des 8 villages suivantes:
| # | Nom         | Superf. (km²) | Habitants (2020) | Habitants par km² | Code INS |
| - | ----------- | ------------- | ---------------- | ----------------- | -------- |
| 1 | Dalhem      | 2,24          | 1.375            | 613               | 62027A   |
| 2 | Feneur      | 1,40          | 536              | 384               | 62027B   |
| 3 | Bombaye     | 5,33          | 885              | 166               | 62027C   |
| 4 | Berneau     | 3,23          | 905              | 280               | 62027D   |
| 5 | Warsage     | 8,43          | 1.806            | 214               | 62027E   |
| 6 | Neufchâteau | 8,73          | 884              | 101               | 62027F   |
| 7 | Mortroux    | 3,13          | 556              | 178               | 62027G   |
| 8 | Saint-André | 3,62          | 570              | 158               | 62027H   |

### Communes limitrophes
|      | Fourons          |       |
| Visé | Dalhem           | Aubel |
|      | - Blegny - Herve |       |

## Démographie

### Démographie: Avant la fusion des communes
- Source: DGS recensements population

### Démographie: Commune fusionnée
En tenant compte des anciennes communes entraînées dans la fusion de communes de 1977, on peut dresser l'évolution suivante :
Les chiffres des années 1831 à 1970 tiennent compte des chiffres des anciennes communes fusionnées.
- Source: DGS , de 1831 à 1981=recensements population; à partir de 1990 = nombre d'habitants chaque 1 janvier[1]

## Histoire
La localité est fondée en 1080 au confluent de la Berwinne et du Bolland. La « vieille ville » comprend divers monuments et habitations : ruines médiévales du château, maisons construites du XVIe jusqu'au XIXe siècle. Le site a été classé en 1978.
Sous l'Ancien Régime, la localité était le centre du comté de Dalhem, sous contrôle du duché du Brabant depuis 1239. Le Comté était contigu du duché du Limbourg, appartenant également au Brabant. Le Duché de Limbourg et le Comté de Dalhem étaient dénommés alors le Pays d'Outremeuse.
Le territoire verra ses frontières à diverses reprises modifiées, à la suite des guerres de religion du XVIe siècle et du XVIIe siècle qui se manifestèrent surtout par la guerre de Quatre-Vingts Ans dans ces contrées. Le territoire dalhemois sera en proie aux luttes entre calvinistes et catholiques. Le Comté passera ainsi entre les mains des Espagnols, des Provinces-Unies et des Autrichiens durant les temps modernes. Il est à noter qu'une minorité protestante persistera à Dalhem jusqu'au début du XIXe siècle comme témoignage de ces périodes de troubles.
Après le congrès de Vienne de 1814-1815 qui voulait mettre un terme à l'erreur révolutionnaire et napoléonienne, Dalhem sera rattachée au royaume des Pays-Bas de Guillaume Ier. En effet, les Autrichiens ne revendiquèrent pas leur droit sur ces terres estimant celles-ci trop éloignées malgré la volonté du diplomate Metternich de rétablir l'Europe de l'Ancien Régime. Enfin, la Cité des Comtes passa sous l'égide de Bruxelles lorsqu'en 1830 éclata la révolution belge.
Le fort d'Aubin-Neufchâteau, ouvrage de la ceinture fortifiée de Liège en 1940, se trouve sur le territoire de la commune et rappelle que Dalhem a elle aussi payé son tribut de sang lors des guerres du début du XXe siècle.
En 1977, l'actuelle commune de Dalhem est créée, regroupant autour de Dalhem, sept villages environnants. Il était initialement prévu de fusionner ces huit villages avec la ville de Visé et de créer ainsi une ville de taille moyenne entre Liège et Maastricht, ce qui ne put se faire à cause du refus de plusieurs communes rurales de la région dalhemoise de se réunir avec la cité mosane.

## Héraldique
|  | La commune possède un blason, créé en 1977 lors de la fusion des communes ; le château symbolise la vieille ville de Dalhem et est inspiré par l'ancien sceau de la commune et son ancienne puissance comtale. Les 8 épis représentent tant les 8 villages qui composent l'actuelle commune qui l'agriculture qui caractérise la région. Blasonnement : D'azur à un château ouvert ajouré et maçonné du champ à trois tours crénelées, celle du milieu plus haute que les deux autres, et d'où hissent latéralement 2 bannières chargées d'un lion, accosté de huit épis du même, rangés en pal quatre et quatre, ceux à dextre posés en bande, ceux à senestre posés en barre, le tout d'or. |

## Vie politique

### Législature 2006-2012
Depuis les élections communales du 8 octobre 2006, le collège échevinal (MR + PS) est établi comme suit :
- Bourgmestre : Jean-Claude Dewez (MR) Compétences : Police, état civil, cultes, finances, personnel et cimetières.
- 1er échevin : Marie-Catherine Van Michel dit Valet-Janssen (PS) Compétences : Enseignement, jeunesse, petite enfance.
- 2e échevin : Grégoire Dobbelstein (MR) Compétences : Travaux, agriculture, urbanisme, environnement, coopération.
- 3e échevin : Jean-Pierre Teheux (PS) Compétences : Sports et tourisme.
- 4e échevin : Arianne Polmans (MR) Compétences : Culture, affaires sociales, patrimoine, loisirs, classes moyennes, maisons des jeunes.

L'opposition compte 8 sièges sur 17 et est composée des groupes politiques Cartel2006 et Renouveau Communal.

### Législature 2012-2018
- Bourgmestre : Arnaud Dewez (MR) Compétences : Police - Cultes - État civil - Communication - Personnel - Finances - Information - Site Internet - Informatique - Classes moyennes - Sécurité des personnes et des biens.
- 1er échevine : Marie-Catherine Janssen (PS) Compétences : Tourisme - Culture - Affaires sociales - Patrimoine - Logement - Commerce - Bâtiments communaux - Aînés - Loisirs.
- 2e échevine : Ariane Polmans (MR) Compétences : Enseignement - Petite enfance - Jeunesse - Bibliothèques - Artisans.
- 3e échevin : Léon Gijsens (MR) Compétences : Urbanisme - Agriculture - Cadre de vie - Environnement - Sports - Mobilité - Énergie - Distribution d'eau - Cours d'eau.
- 4e échevine : Josette Bolland (PS) Compétences : Travaux - Cimetières - Sécurité routière.
- Président du CPAS : René Michiels.

### Législature 2018-2024[3]
- Bourgmestre : Arnaud Dewez (Maïeur-apparenté MR).
- 1er échevine : Ariane Polmans (Maïeur- apparenté MR).
- 2e échevin : Michel Voncken (Maïeur- non apparenté).
- 3e échevin : Fabian Vaessen (Maïeur- apparenté MR).
- 4e échevine : Daniela Crema-Wagmans (Maïeur- apparenté Cdh).
- Président du CPAS : Léon Gijsens (Maïeur- apparenté MR).

### Législature 2024-2030
Ci-dessous, le tableau des résultats des élections communales de 2024.
| Parti | Parti        | Voix (2024) | Voix (2018) | % (2024) | % (2018) | +/-     | Sièges  | +/- | Collège |
| ----- | ------------ | ----------- | ----------- | -------- | -------- | ------- | ------- | --- | ------- |
|       | PS - ProgrèS | 1.073       | -           | 21,68%   | -        | 0.0 %   | 3 / 19  | 3.0 | Non     |
|       | Maïeur       | 3.876       | 3.176       | 78,32%   | 63,78%   | 14.54 % | 16 / 19 | 3.0 | Oui     |
|       | RENOUVEAU    | -           | 919         | -        | 18,45%   | 0.0 %   | - / 19  | 3.0 | Non     |
|       | DalhemDemain | -           | 885         | -        | 17,77%   | 0.0 %   | - / 19  | 3.0 | Non     |
| Total | Total        | 4 949       | 4 980       | 100 %    | 100 %    |         | 19      |     |         |

| Collège communal   |                       |                      |
| ------------------ | --------------------- | -------------------- |
| Bourgmestre        | Benoit Defauwes       | Maïeur               |
| 1er Échevin        | Michel Voncken        | Maïeur               |
| 2e Échevine        | Audrey Gijsens        | Maïeur               |
| 3e Échevine        | Marie Charlier        | Maïeur               |
| 4e Échevin         | Daniela Crema-Wagmans | Les Engagés - Maïeur |
| Présidente du CPAS | Nathalie Hody-Linotte | Maïeur               |

## Patrimoine et culture

### Patrimoine architectural et sites
- Église Saint-Pancrace (tour de 1714, nef et chœur de 1829-1830).
- Ruines du château fort des Comtes de Dalhem.
- Anciens remparts.
- Poterne du Wichet de la Rose datant de 1520.
- Ancien hôtel de ville construit en 1665 par le régime des Provinces-Unies.
- Château du bourgmestre Henri Francotte (1912)[6], anciennement appelé Maison de la Charité, construit dans un style néo-mosan.
- Tunnel vicinal sur la ligne Liège-Fourons construit en 1904, le plus long de ce type en Belgique (135 m)[7].
- Conciergerie du château Albert Thys.
- Ensembles architecturaux remaniés par Henry Le Bœuf au XIXe siècle dont une gentilhommière qui surplombe la vallée du Bolland.

- Le patrimoine immobilier classé

#### Cimetière
Dalhem comprend deux cimetières, l'ancien cimetière situé rue Général Thys et le nouveau situé rue de Richelle. La famille du général Thys est un caveau de l'ancien cimetière.

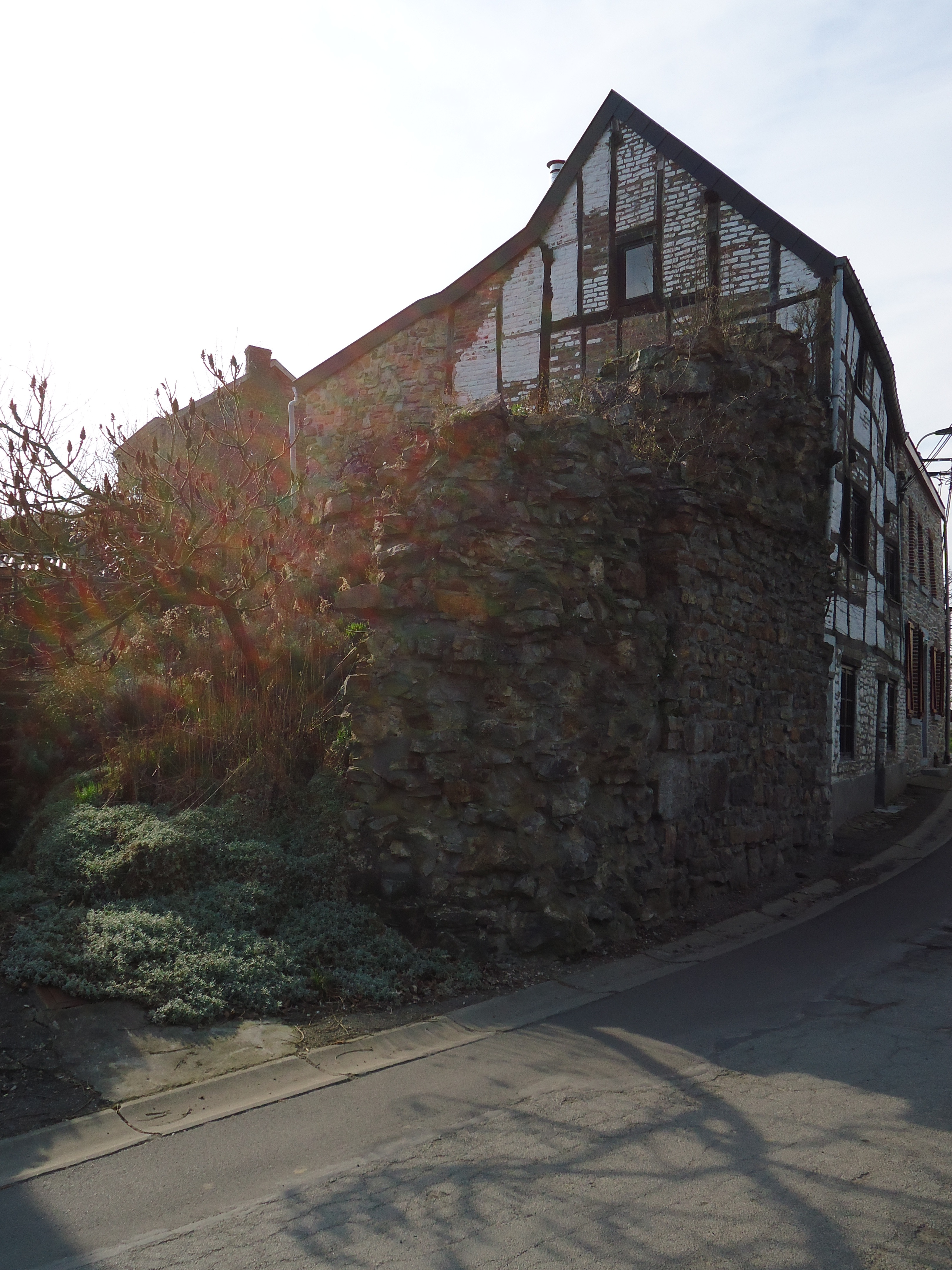
Ancienne porte de la Vieille ville.
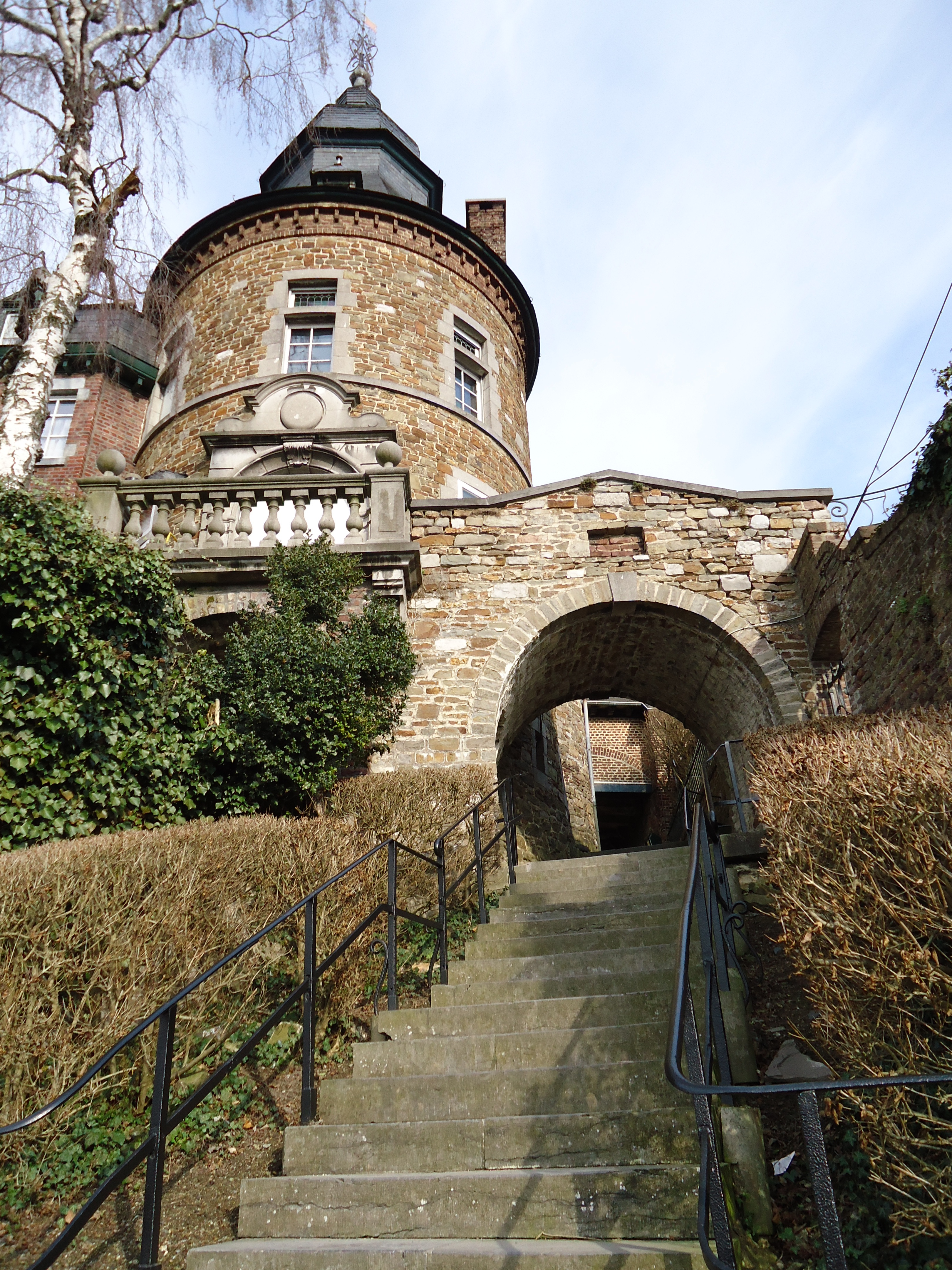
Le Wichet de la Rose.
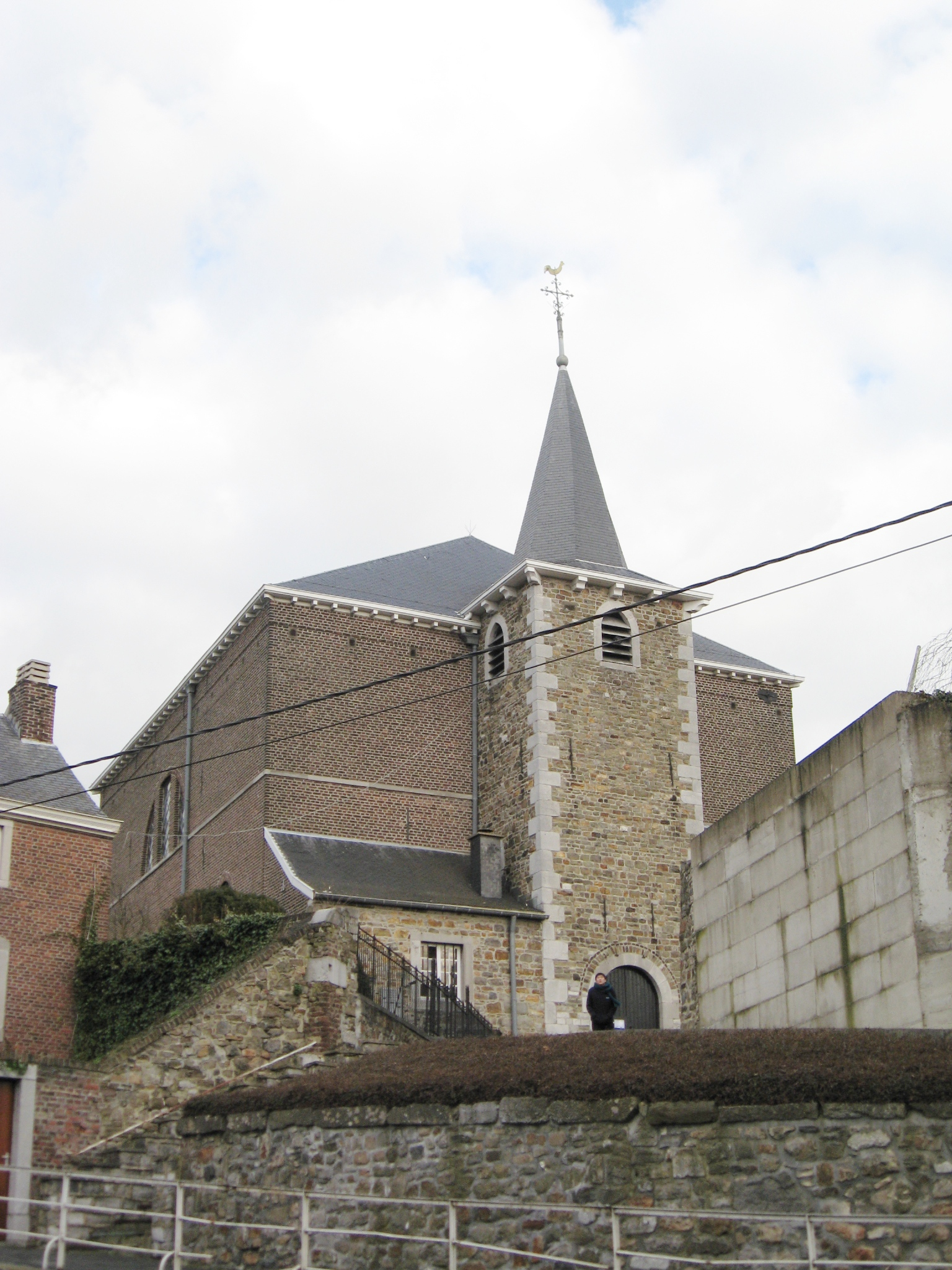
L'église Saint-Pancrace de Dalhem.
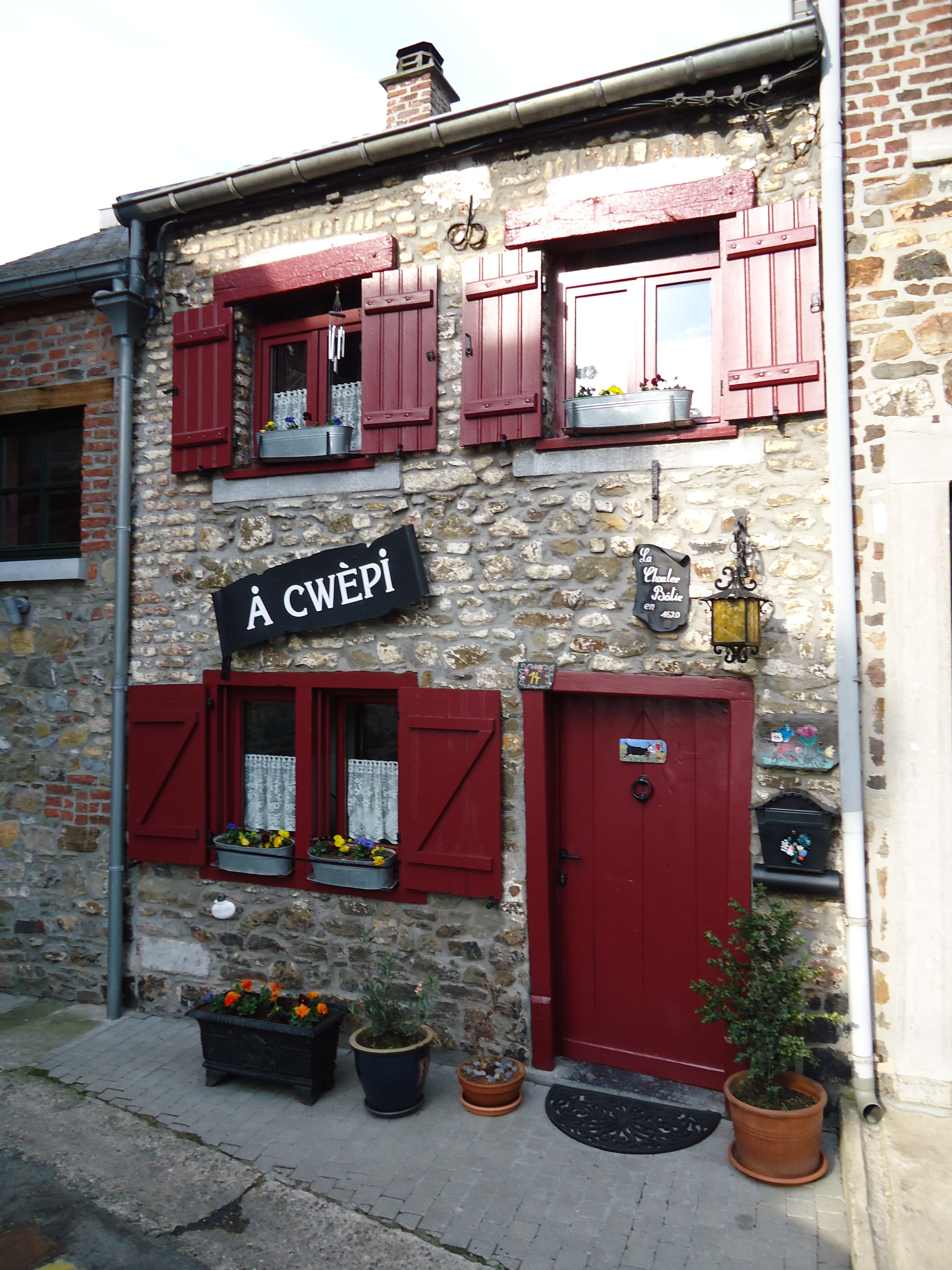
Bâtisse de 1620, actuelle cordonnerie.
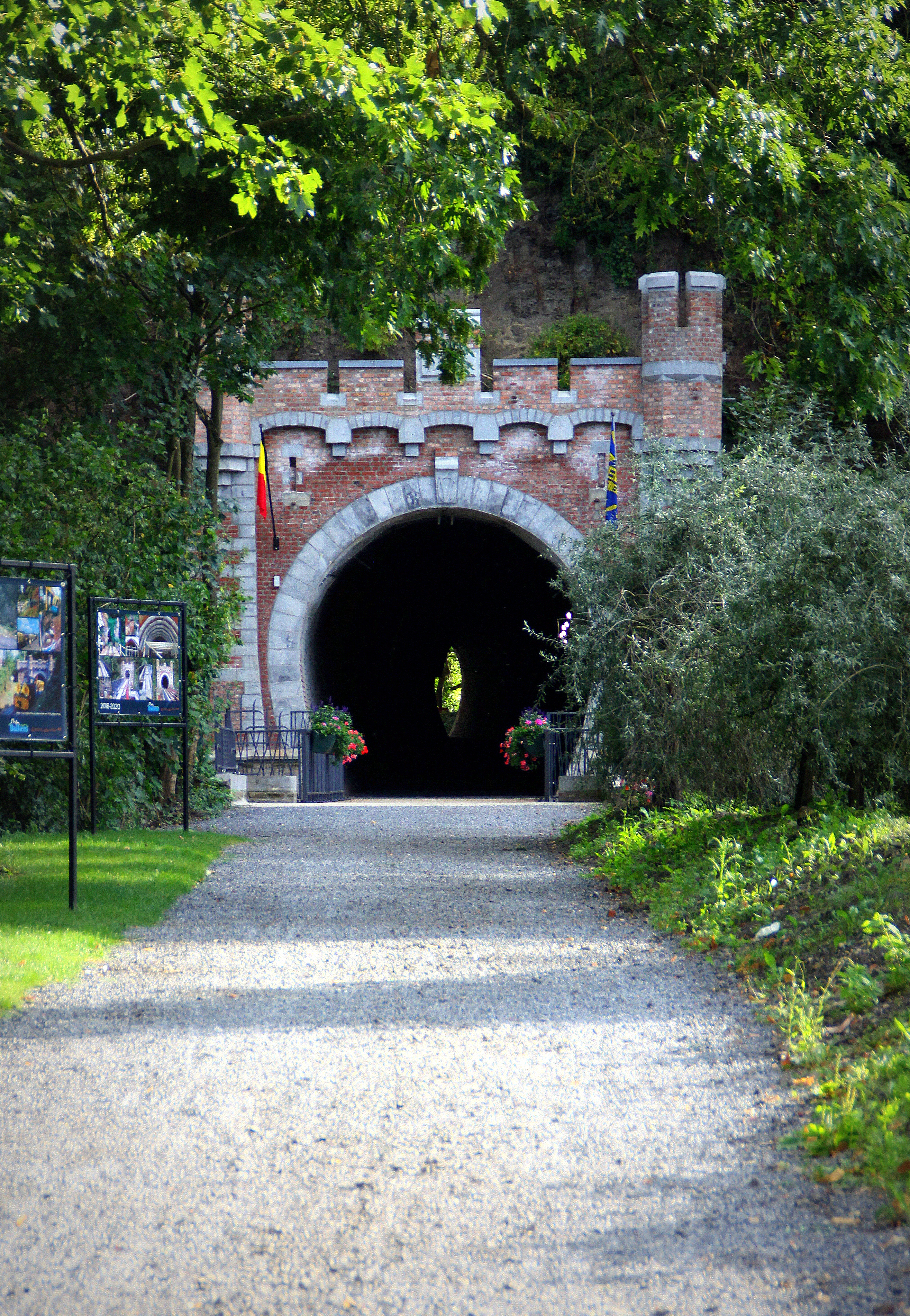
Ancien tunnel ferroviaire vicinal, désormais un itinéraire de promenade et de cyclisme.

### Culture

#### Événements et folklore
Dalhem est renommée dans sa région pour son esprit festif. De nombreux événements sont ainsi organisés tout au long de l'année: des brocantes, des festivités villageoises, des soirées, des marches, des représentations théâtrales, des expositions, des cramignons...
Le village est également reconnu pour son opposition séculaire entre « Bleus » et « Rouges ». Ces deux sociétés fondées au XIXe siècle animent le village par de nombreux événements dont la fête du village et la fête de leur société (Fête de la Saint-Louis pour les Rouges, Fête du Tunnel pour les Bleus).
La Royale Jeunesse Saint-Servais (la Jeunesse des Bleus) fut fondée en 1858. La Royale Jeunesse « les Enfants belges » (la Jeunesse des Rouges) est au départ une dissidence des Bleus ayant pour cause une sombre dispute concernant l'acquisition d'un orgue par le curé de la paroisse à la fin du XIXe. De l'après-guerre jusqu'à la fusion des communes de 1977, ces deux associations étaient également des partis politiques locaux.
Cette dichotomie (même si elle s'atténue progressivement) au sein de la population dalhemoise a favorisé une pilarisation du village : clubs de football distincts, salles des fêtes distinctes, quartiers de résidence distincts, cafés distincts, manifestations de violence lors de certaines activités (notamment lors de la fête du village), etc.
En 1986 et jusque 2006, avait lieu la feria « Bandas » pendant 3 jours le Vieux Dalhem reprenait vie. Les bandas sont des orchestres de musique de fête, des fanfares aux couleurs vives. Cette manifestation a fait bouger des dizaines de milliers de personnes de tout âge de la région, et recevaient des centaines de musiciens venant de partout (France, Pays-Bas mais aussi les Dom Tom, et bien d'autres). Le refus par l'administration de reconnaître la présence de nombreux bénévoles a causé une interruption, mais la feria a repris depuis 2013 et récupéré son lustre

## Personnalités
- Marie Gillain, actrice, domiciliée à Fêchereux (Neufchâteau) jusqu'en 1999.
- Albert Thys, général de l'armée belge et homme d'affaires de l'État indépendant du Congo, promoteur du chemin de fer Matadi-Léopoldville et fondateur de Thysville au Congo belge.
- Odilon-Jean Périer, poète. Petit-fils du général Albert Thys et inhumé à ses côtés à Dalhem.
- Henry Le Bœuf, mécène de Dalhem qui donna son nom à la grande salle de concert du Palais des beaux-arts de Bruxelles.

#### Histoire
- Comté de Dalhem
- Duché de Limbourg
- Duché de Brabant

#### Géographie
- Pays de Herve
- Entre-Vesdre-et-Meuse